# Eberhardstein (Pretzfeld)
Eberhardstein ist ein Gemeindeteil des Marktes Pretzfeld im Landkreis Forchheim (Oberfranken, Bayern).

## Geografie
Der im Westen der Wiesentalb gelegene Weiler befindet sich etwa zweieinhalb Kilometer ostsüdöstlich des Ortszentrums von Pretzfeld auf einer Höhe von 346 m ü. NHN.

## Geschichte
1390 wurde eine Mühle erwähnt, die unterhalb von „Eberhardtsteyn“ lag. Nach der Verödung des gleichnamigen Ansitzes ging der Name auf die Mühle über.
Durch die Verwaltungsreformen zu Beginn des 19. Jahrhunderts im Königreich Bayern wurde Eberhardstein mit dem Zweiten Gemeindeedikt 1818 Bestandteil der Ruralgemeinde Wichsenstein. Mit der Gebietsreform in Bayern wurde Eberhardstein am 1. Mai 1978 in den Markt Pretzfeld eingegliedert. Im Jahr 1987 gab es in Eberhardstein fünf Einwohner.

## Verkehr
Die von Urspring kommende Kreisstraße FO 30 durchquert den Weiler und führt weiter nach Morschreuth  auf dem Hochplateau der Nördlichen Frankenalb. Vom ÖPNV wird Eberhardstein nicht bedient, der nächstgelegene Bahnhof der Wiesenttalbahn befindet sich in Pretzfeld.

## Baudenkmäler
Bei der denkmalgeschützten ehemaligen Mühle von Eberhardstein handelt es sich um einen eingeschossigen Satteldachbau aus dem 18. Jahrhundert.